# 真如寺 (泉南市)
真如寺（しんにょじ）は大阪府泉南市にある浄土宗鎮西派の仏教寺院。山号は法性山(ほうしょうざん)。院号は寂静院（じゃくせいいん）。本尊は阿弥陀如来。

## 歴史
創建の年月は、明徳元年（西暦1390年）頃に天羡誉公禅師（てんいよこうぜんじ）によって禅宗寺院として建立されたと伝わっている。
天正の兵火により焼失、のちに謙道好愚上人を初代として、浄土宗に改宗され、享保3年（西暦1716年）から6年余の歳月をかけ再建されたと伝わっている。
紀州藩を筆頭に各諸藩の参勤交代の御用達旅宿として使われていたと言われており、紀州徳川家藩主を筆頭に南紀諸藩主などが宿泊の際に使われたとされている座敷の一部が今も残っている。
真如寺内の庫裏は、部屋の襖をはずすと500人もの一行が一堂に会することの出来る大広間としても使え、江戸時代には参勤交代の一行が利用されていたと言われている。
総本山知恩院の直末寺院でもあり、大本山清浄華院の護持会寺院と出張所でもある。

## 境内のカイヅカイブキ
真如寺の門脇の庭には、樹齢300年余りの高さが10メートル近くあるカイヅカイブキは松平主税（後の徳川吉宗）がお手植えされたと言われている。

## 御休息の間
部屋の構造は、改築により当時の間取りと異なっているが、床の間の隣に守護侍がいたと思われる一畳の間から始まり、14部屋あったといわれ、禄高の高い侍の個室や藩主を守る忍者の隠れ部屋がその面影を残している。

## 寺宝
- 一休禅師の書 真如寺歴代名誉住職 実蓮社大僧正名誉祐阿学天上人「弥陀名号掛け軸」

## 交通アクセス
- JR阪和線「和泉砂川駅」から約徒歩10分
- 泉南市コミュニティバス「市場区民センター」バス停から徒歩約3分